# Ciprus a 2008. évi nyári olimpiai játékokon
Ciprus a kínai Pekingben megrendezett 2008. évi nyári olimpiai játékok egyik részt vevő nemzete volt. Az országot az olimpián 6 sportágban 17 sportoló képviselte, akik érmet nem szereztek.

## Atlétika
Férfi

| Versenyző        | Versenyszám | Selejtező | Selejtező | Döntő    | Döntő    |
| Versenyző        | Versenyszám | Eredmény  | Helyezés  | Eredmény | Helyezés |
| ---------------- | ----------- | --------- | --------- | -------- | -------- |
| Kiriákosz Joánnu | Magasugrás  | 225 cm    | 18.       | kiesett  | kiesett  |

Női

| Versenyző         | Versenyszám | Előfutam | Előfutam | Előfutam | Negyeddöntő | Negyeddöntő | Negyeddöntő | Elődöntő | Elődöntő | Elődöntő | Döntő   | Döntő    |
| Versenyző         | Versenyszám | Idő      | Hely.    | Össz.    | Idő         | Hely.       | Össz.       | Idő      | Hely.    | Össz.    | Idő     | Helyezés |
| ----------------- | ----------- | -------- | -------- | -------- | ----------- | ----------- | ----------- | -------- | -------- | -------- | ------- | -------- |
| Eléni Artimatá    | 200 m       | 23,58    | 4.       | 32.      | 23,77       | 7.          | 30.         | kiesett  | kiesett  | kiesett  | kiesett | kiesett  |
| Alíssza Kalliníku | 400 m       | 52,40    | 5.       | 26.      |             |             |             | kiesett  | kiesett  | kiesett  | kiesett | kiesett  |

| Versenyző           | Versenyszám   | Selejtező | Selejtező | Döntő    | Döntő    |
| Versenyző           | Versenyszám   | Eredmény  | Helyezés  | Eredmény | Helyezés |
| ------------------- | ------------- | --------- | --------- | -------- | -------- |
| Ánna Fitídu         | Rúdugrás      | 4,00 m    | 34.       | kiesett  | kiesett  |
| Paraszkeví Theodóru | Kalapácsvetés | 61,00 m   | 44.       | kiesett  | kiesett  |
| Alexándra Císziu    | Gerelyhajítás | 53,24 m   | 45.       | kiesett  | kiesett  |

## Íjászat
Női

| Versenyző     | Versenyszám | Selejtező | Selejtező | 64-es főtábla                      | 32-es főtábla     | Nyolcaddöntő      | Negyeddöntő       | Elődöntő          | Döntő             | Helyezés |
| Versenyző     | Versenyszám | Pont      | Kiemelt   | Ellenfél Eredmény                  | Ellenfél Eredmény | Ellenfél Eredmény | Ellenfél Eredmény | Ellenfél Eredmény | Ellenfél Eredmény | Helyezés |
| ------------- | ----------- | --------- | --------- | ---------------------------------- | ----------------- | ----------------- | ----------------- | ----------------- | ----------------- | -------- |
| Élena Muszikú | Egyéni      | 589       | 56.       | Hajakava Nami (JPN) (9.) · 103-112 | kiesett           | kiesett           | kiesett           | kiesett           | kiesett           | 43.*     |

* - egy másik versenyzővel azonos eredményt ért el

## Sportlövészet
Férfi

| Versenyző            | Versenyszám | Selejtező | Selejtező | Döntő | Döntő    |
| Versenyző            | Versenyszám | Pont      | Helyezés  | Pont  | Helyezés |
| -------------------- | ----------- | --------- | --------- | ----- | -------- |
| Jórgosz Ahilléosz    | Skeet       | 119       | 5.        | 143   | 5.       |
| Andónisz Nikolaídisz | Skeet       | 120       | 4.        | 144   | 4.       |

Női

| Versenyző        | Versenyszám | Selejtező | Selejtező | Döntő   | Döntő    |
| Versenyző        | Versenyszám | Pont      | Helyezés  | Pont    | Helyezés |
| ---------------- | ----------- | --------- | --------- | ------- | -------- |
| Ándri Eleftheríu | Skeet       | 67        | 7.        | kiesett | kiesett  |

* - két másik versenyzővel azonos eredményt ért el

## Súlyemelés
Férfi

| Versenyző             | Versenyszám | Szakítás | Szakítás | Lökés    | Lökés    | Összesen | Helyezés |
| Versenyző             | Versenyszám | Eredmény | Helyezés | Eredmény | Helyezés | Összesen | Helyezés |
| --------------------- | ----------- | -------- | -------- | -------- | -------- | -------- | -------- |
| Dimítrisz Minaszídisz | 69 kg       | 128,0    | 23.*     | 155,0    | 20.      | 283,0    | 20.      |

* - egy másik versenyzővel azonos eredményt ért el

## Úszás
Női

| Versenyző          | Versenyszám    | Előfutam | Előfutam | Előfutam | Elődöntő | Elődöntő | Elődöntő | Döntő   | Döntő    |
| Versenyző          | Versenyszám    | Idő      | Hely.    | Össz.    | Idő      | Hely.    | Össz.    | Idő     | Helyezés |
| ------------------ | -------------- | -------- | -------- | -------- | -------- | -------- | -------- | ------- | -------- |
| Ánna Sztilianú     | 100 m gyors    | 56,38    | 6.       | 36.      | kiesett  | kiesett  | kiesett  | kiesett | kiesett  |
| Ánna Sztilianú     | 200 m gyors    | 2:00,55  | 3.       | 27.      | kiesett  | kiesett  | kiesett  | kiesett | kiesett  |
| Natalía Hadziloízu | 100 m pillangó | 1:01,80  | 5.       | 45.      | kiesett  | kiesett  | kiesett  | kiesett | kiesett  |

## Vitorlázás
Férfi

| Versenyző         | Versenyszám     | Futam | Futam | Futam | Futam | Futam | Futam | Futam | Futam | Futam | Futam | Futam | Pontszám | Helyezés |
| Versenyző         | Versenyszám     | 1     | 2     | 3     | 4     | 5     | 6     | 7     | 8     | 9     | 10    | É     | Pontszám | Helyezés |
| ----------------- | --------------- | ----- | ----- | ----- | ----- | ----- | ----- | ----- | ----- | ----- | ----- | ----- | -------- | -------- |
| Andréasz Kariólu  | Szörfvitorlázás | 7     | 17    | 14    | 10    | 11    | 17    | 11    | 19    | 14    | 10    | -     | 111      | 13.      |
| Pávlosz Kondídisz | Laser           | 8     | 7     | 24    | 14    | 5     | 12    | 14    | 29    | 35    |       | -     | 113      | 13.      |

Női

| Versenyző              | Versenyszám     | Futam | Futam | Futam | Futam | Futam | Futam | Futam | Futam | Futam | Futam | Futam | Pontszám | Helyezés |
| Versenyző              | Versenyszám     | 1     | 2     | 3     | 4     | 5     | 6     | 7     | 8     | 9     | 10    | É     | Pontszám | Helyezés |
| ---------------------- | --------------- | ----- | ----- | ----- | ----- | ----- | ----- | ----- | ----- | ----- | ----- | ----- | -------- | -------- |
| Javriélla Hadzidamianú | Szörfvitorlázás | 19    | 22    | 23    | 22    | 15    | 23    | 25    | 22    | 20    | 16    | -     | 182      | 21.      |

Nyílt

| Versenyző           | Versenyszám | Futam | Futam | Futam | Futam | Futam | Futam | Futam | Futam | Futam | Pontszám | Helyezés |
| Versenyző           | Versenyszám | 1     | 2     | 3     | 4     | 5     | 6     | 7     | 8     | É     | Pontszám | Helyezés |
| ------------------- | ----------- | ----- | ----- | ----- | ----- | ----- | ----- | ----- | ----- | ----- | -------- | -------- |
| Hárisz Papadópulosz | Finn dingi  | 13    | 18    | 21    | 11    | 24    | 11    | 17    | 27    | -     | 115      | 22.      |

É - éremfutam